# Port lotniczy Biszkek

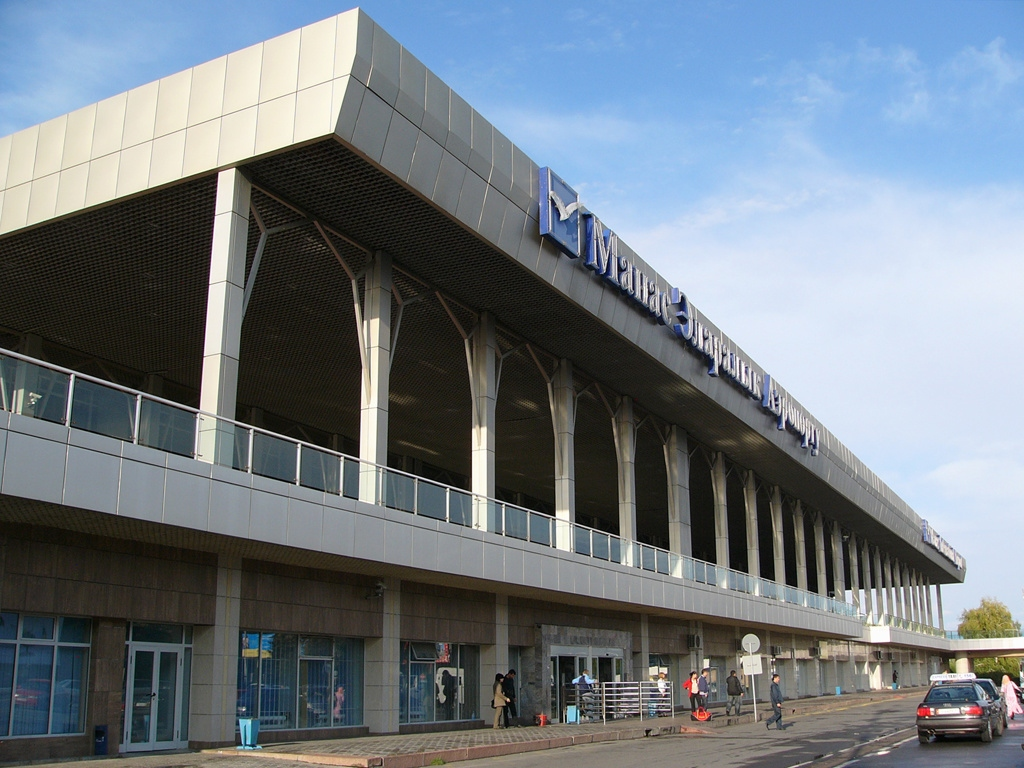
Terminal portu Manas w Biszkeku

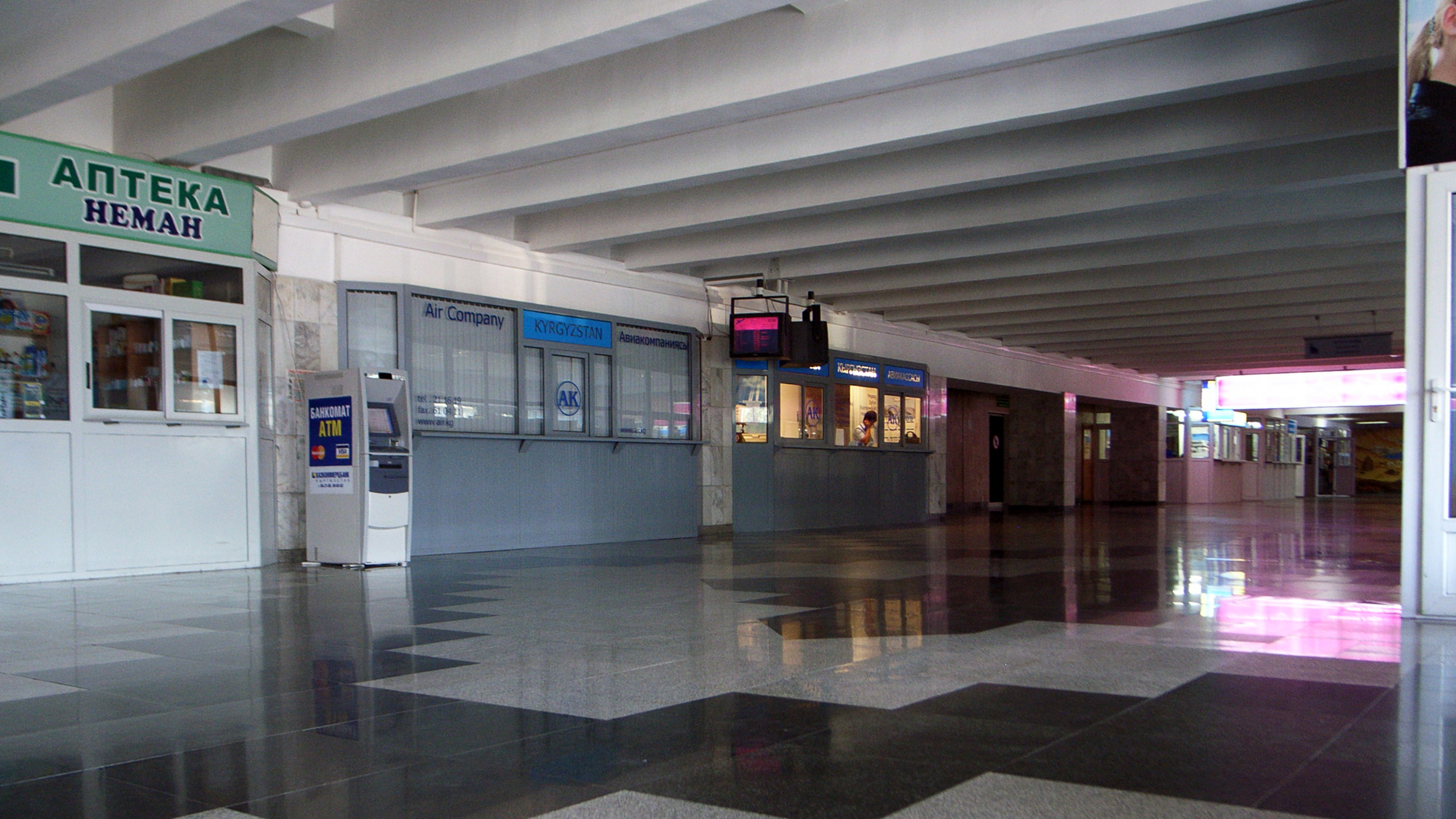
Hala przylotów

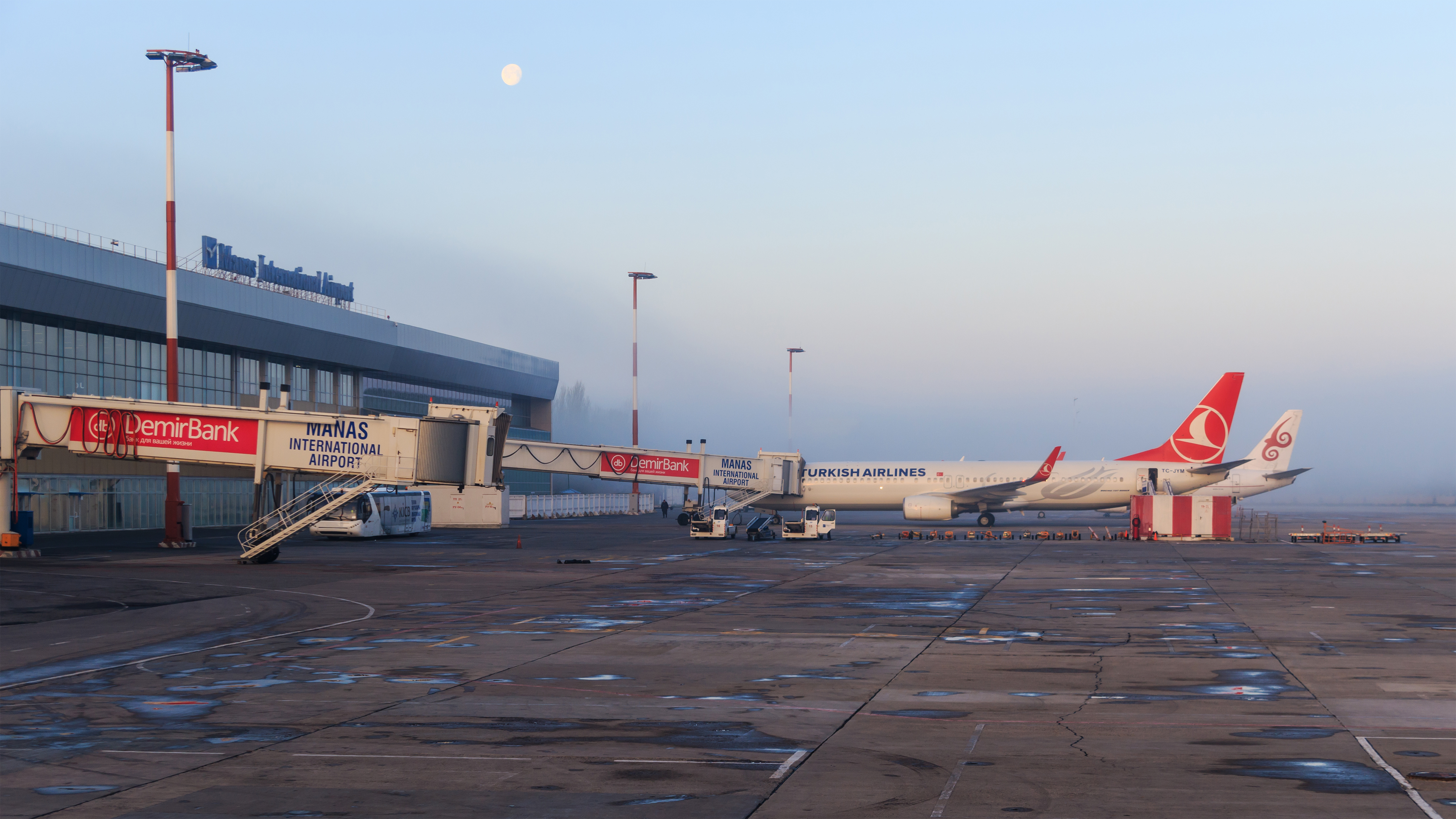
Widok na terminal z płyty postojowej

Port lotniczy Biszkek-Manas (ang. Bishkek-Manas International Airport, kod IATA: FRU, kod ICAO: UCFM) – główny międzynarodowy port lotniczy Kirgistanu, położony 25 km na północny zachód od centrum Biszkeku. Jego pas startowy służy także bazie lotniczej Manas (czynnej w okresie 2001-14), wykorzystywanej przez NATO i Siły Powietrzne Stanów Zjednoczonych jako zaplecze dla operacji wojennych w Iraku i Afganistanie.
Lotnisko ma betonową drogę startową na kierunku 08/26 o długości 4 200 metrów na wysokości 627 m n.p.m. Silne zamglenie powoduje częste opóźnienia w przyjmowaniu i wyprawianiu lotów długodystansowych. Pas startowy wyposażony jest w instrumentację naprowadzania radiolokacyjnego ILS kategorii I. Port lotniczy został zmodernizowany w 1988 roku i uchodził wtedy za najnowocześniejszy w Azji Środkowej.

## Linie lotnicze i połączenia
| Linia                   | Kierunek |
| ----------------------- | --- |
| Aerofłot                | 1. Moskwa-Szeremietiewo |
| Aero Nomad Airlines     | 1. Delhi 2. Islamabad 3. Lahaur 4. Moskwa-Wnukowo 5. Osz Sezonowo: 1. Antalya Sezonowe czartery: 1. Goa 2. Dżudda 3. Medyna                                                                    |
| Air Arabia              | 1. Szardża |
| Air Astana              | 1. Ałmaty |
| AndalouJet              | 1. Ankara |
| Avia Traffic Company    | 1. Duszanbe 2. Grozny 3. Irkuck 4. Jekaterynburg 5. Dżalalabad 6. Kazań 7. Krasnojarsk 8. Moskwa-Domodiedowo 9. Moskwa-Żukowskij 10. Nowosybirsk 11. Osz 12. Petersburg 13. Stambuł 14. Surgut |
| Azerbaijan Airlines     | 1. Baku |
| China Southern Airlines | 1. Pekin-Daxing 2. Urumczi |
| FlyArystan              | 1. Astana 2. Turkiestan |
| flydubai                | 1. Dubaj |
| Flynas                  | 1. Dżudda |
| Jazeera Airways         | 1. Kuwejt |
| Loong Air               | 1. Chengdu 2. Xi'an |
| Nordwind Airlines       | 1. Kazań |
| Pegasus Airlines        | 1. Antalya 2. Stambuł-Sabiha Gökçen |
| Qazaq Air               | 1. Ałmaty |
| Red Sea Airlines        | Sezonowe czartery: 1. Szarm el-Szejk |
| Rossija Airlines        | 1. Krasnojarsk |
| S7 Airlines             | 1. Irkuck 2. Nowosybirsk |
| Sunday Airlines         | Sezonowe czartery: 1. Phuket |
| TezJet Airlines         | 1. Batken 2. Dżalalabad 3. Isfana 4. Osz |
| Turkish Airlines        | 1. Stambuł |
| T'Way Airlines          | 1. Seul-Inczon |
| Ural Airlines           | 1. Jekaterynburg 2. Moskwa-Domodiedowo 3. Moskwa-Żukowskij 4. Petersburg 5. Soczi (od 25 maja 2024)                                                                                            |
| Uzbekistan Airways      | 1. Taszkent |
| Wizz Air                | 1. Abu Zabi |

## Wypadki
- Katastrofa lotu Iran Aseman Airlines 6895